# ドラゴンボールZ ベストソングコレクション
『ドラゴンボールZ ベストコレクション』はテレビアニメ『ドラゴンボールZ』のベスト・アルバム。

## 概要
- 正式名称は、ドラゴンボールZ ベストソングコレクション "LEGEND OF DRAGONWORLD"。
- テレビアニメ『ドラゴンボールZ』のベストアルバム。2006年2月22日にコロムビアミュージックエンタテインメントからリリースされた。
- ジャケットには、孫悟空・孫悟飯・孫悟天・トランクスが描かれている。

## 収録曲

### Disc-1
1. CHA-LA HEAD-CHA-LA
歌:影山ヒロノブ
作詞:森雪之丞 / 作曲:清岡千穂 / 編曲:山本健司
テレビアニメ『ドラゴンボールZ』 1stオープニングテーマ
2. でてこい とびきりZENKAIパワー!
歌:MANNA
作詞:荒川稔久 / 作曲:池毅 / 編曲:山本健司
テレビアニメ『ドラゴンボールZ』 1stエンディングテーマ
3. まるごと
歌:影山ヒロノブ・Ammy
作詞:佐藤大 / 作曲:清岡千穂 / 編曲:山本健司
4. 永遠の地球
歌:Waffle
作詞:森雪之丞 / 作曲:清岡千穂 / 編曲:山本健司
5. あいつは孫悟空
歌:影山ヒロノブ・Waffle
作詞:森雪之丞 / 作曲:清岡千穂 / 編曲:山本健司
6. Dancing in the space
歌:トリッキー白井・KUKO
作詞:岩室先子 / 作曲:清岡千穂 / 編曲:山本健司
7. 戦(I・KU・SA)
歌:影山ヒロノブ
作詞:佐藤大 / 作曲:池毅 / 編曲:山本健司
8. 光の旅
歌:影山ヒロノブ・KUKO
作詞:佐藤大 / 作曲:清岡千穂 / 編曲:山本健司
9. 「ヤ」なことには元気玉!
歌:影山ヒロノブ
作詞:佐藤大 / 作曲:清岡千穂 / 編曲:山本健司
10. とびっきりの最強対最強
歌:影山ヒロノブ・Ammy
作詞:佐藤大 / 作曲:清岡千穂 / 編曲:山本健司
11. パワー オブ スマイル
歌:KUKO
作詞:佐藤大 / 作曲:清岡千穂 / 編曲:山本健司
12. MIND POWER・・・気・・・
歌:影山ヒロノブ・佐藤有香
作詞:岩室先子 / 作曲:清岡千穂 / 編曲:山本健司
13. MESSAGE FROM FUTURE ・・・未来からの伝言・・・
歌:KUKO・佐藤有香
作詞:岩室先子 / 作曲:清岡千穂 / 編曲:山本健司
14. WHITE & WORLD & TRUE ・・・白と世界と心・・・
歌:佐藤有香
作詞:岩室先子 / 作曲:清岡千穂 / 編曲:山本健司
15. HERO(キミがヒーロー)
歌:影山ヒロノブ・YUKA
作詞:佐藤大 / 作曲:清岡千穂 / 編曲:山本健司
16. Brain Dance
歌:YUKA
作詞:岩室先子 / 作曲:山本健司 / 編曲:山本健司
17. GIRIGIRI-世界極限-
歌:影山ヒロノブ・YUKA
作詞:佐藤大 / 作曲:清岡千穂 / 編曲:山本健司

### Disc-2
1. 黄金のコンパス
歌:影山ヒロノブ
作詞:岩室先子 / 作曲:山本健司 / 編曲:山本健司
2. アクアリウムの夜
歌:石原慎一・CHIHO
作詞:岩室先子 / 作曲:山本健司 / 編曲:山本健司
3. Cool Cool ダンディ
歌:石原慎一
作詞:風堂美起 / 作曲:大門一也 / 編曲:山本健司
4. 運命の日～魂VS魂～
歌:影山ヒロノブ
作詞:岩室先子 / 作曲:清岡千穂 / 編曲:山本健司
5. 夜明けの子供たち
歌:KUKO
作詞:佐藤大 / 作曲:清岡千穂 / 編曲:山本健司
6. FOR EVER～
歌:影山ヒロノブ
作詞:岩室先子 / 作曲:清岡千穂 / 編曲:山本健司
7. 青い風のHOPE
歌:影山ヒロノブ
作詞:佐藤大 / 作曲:清岡千穂 / 編曲:山本健司
8. バーニング・ファイト -熱戦・烈戦・超激戦-
歌:影山ヒロノブ・YUKA
作詞:佐藤大 / 作曲:清岡千穂 / 編曲:山本健司
9. 銀河を超えてライジング・ハイ
歌:影山ヒロノブ
作詞:佐藤大 / 作曲:清岡千穂 / 編曲:山本健司
10. 飛び出せ!ヒーロー
歌:KUKO
作詞:岩室先子 / 作曲:清岡千穂 / 編曲:山本健司
11. WE GOTTA POWER
歌:影山ヒロノブ
作詞:森雪之丞 / 作曲:石川恵樹 / 編曲:石川恵樹
テレビアニメ『ドラゴンボールZ』 2ndオープニングテーマ
12. 君の空へ
歌:影山ヒロノブ・石原慎一・KUKO
作詞:岩室先子 / 作曲:清岡千穂 / 編曲:山本健司
13. 奇蹟のビッグ・ファイト
歌:影山ヒロノブ
作詞:森雪之丞 / 作曲:林哲司 / 編曲:戸塚修
14. ドラゴンパワー∞
歌:影山ヒロノブ
作詞:森雪之丞 / 作曲:林哲司 / 編曲:戸塚修
15. 最強のフュージョン
歌:影山ヒロノブ
作詞:森雪之丞 / 作曲:林哲司 / 編曲:林有三
16. 俺がやらなきゃ誰がやる
歌:影山ヒロノブ
作詞:森雪之丞 / 作曲:林哲司 / 編曲:戸塚修
17. 僕達は天使だった
歌:影山ヒロノブ
作詞:森雪之丞 / 作曲:池毅 / 編曲:戸塚修
テレビアニメ『ドラゴンボールZ』 2ndエンディングテーマ